# Arcola (Missouri)
Arcola – wieś w Stanach Zjednoczonych, w stanie Missouri, w hrabstwie Dade.